# クロワッサン
クロワッサン（フランス語: croissant）は、バターをパン生地に折りこんで焼き上げるパン。
フランス発祥で、サクサクした食感が特徴的である。

## 名称

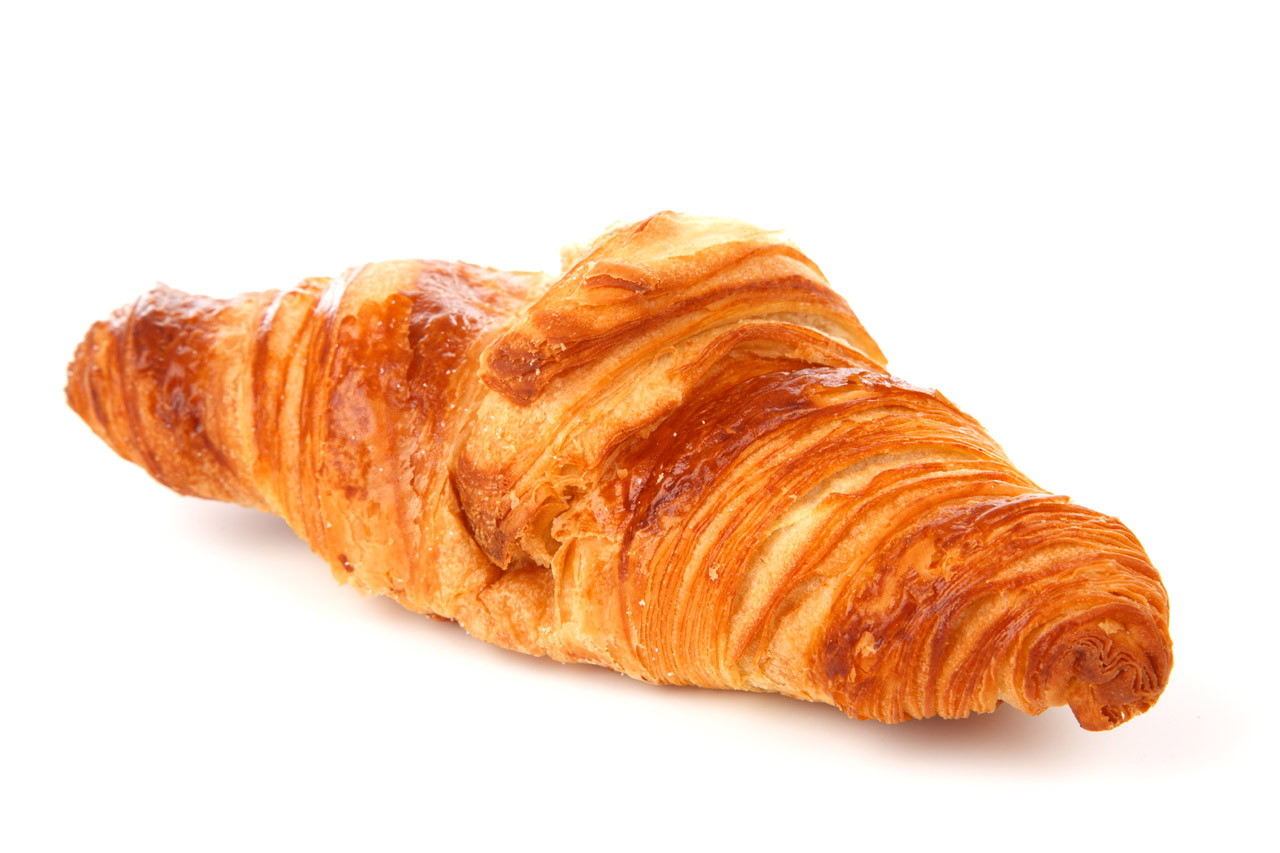
クロワッサンの全体図

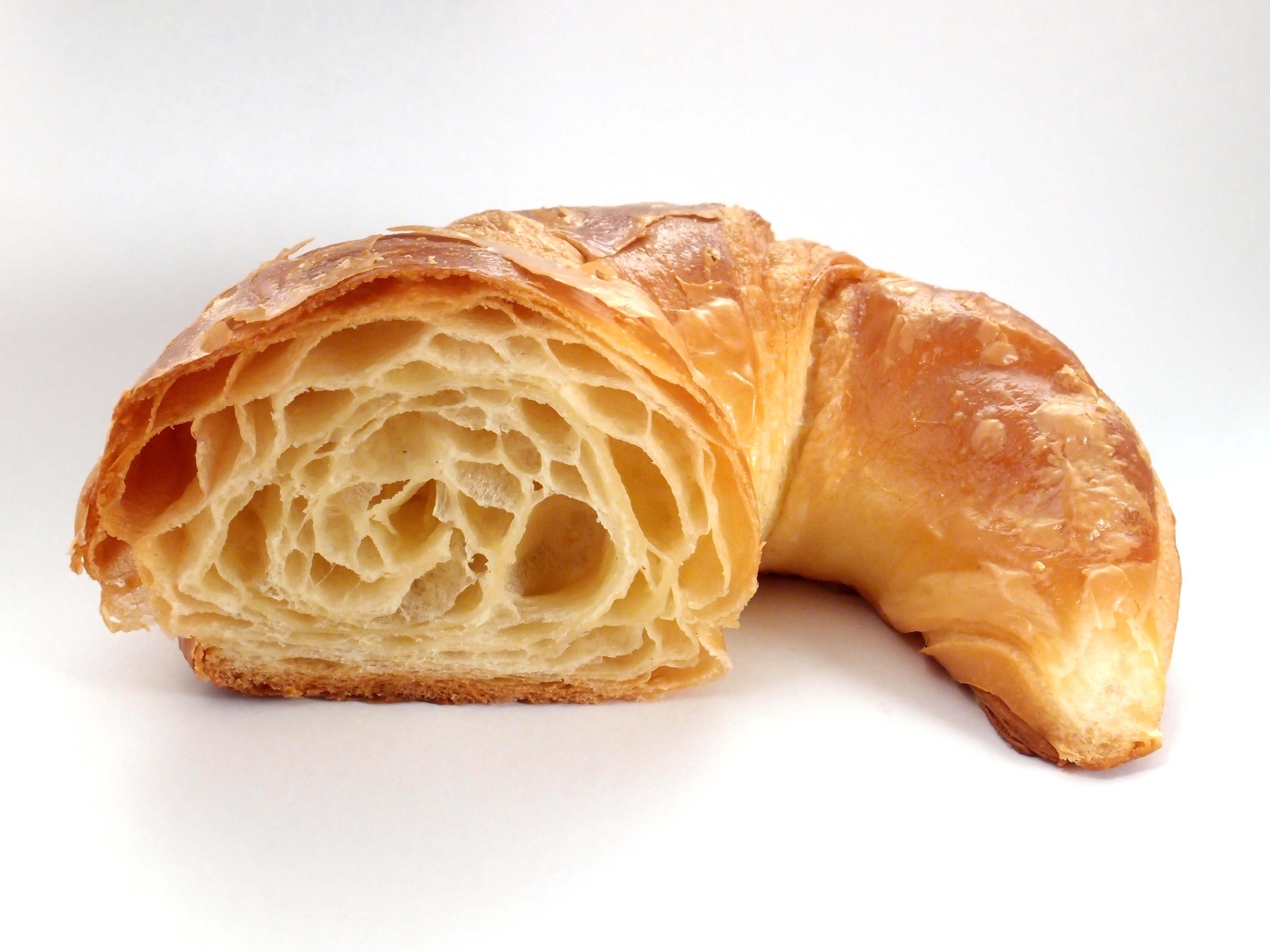
クロワッサンの内部

フランス語で三日月を意味し、形状が名前の由来となっている。フランス語では「croissant」と書き、[krwasɑ̃]（クロワッサン、クルワサン）、または、[kʁwasɑ̃]（コワサン）と発音する（ 音声）。
スイスのドイツ語使用地域では “Gipfel(i)”（ギプフェルないしギップェルもしくはギッフェル、「頂上」の意）と呼ばれており、日本でもこれに由来する「ギッフェリ」という名称が使われることがある（例：ナチュラルローソン）。
イタリアでは “コルネット”と呼ばれている（複数形は “cornetti”〈コルネッティ〉）。「小さい角」という意味である。中に生クリームやカスタードクリーム、ジャムなどの詰め物をしたものも多く見られる。

## 製法・販売

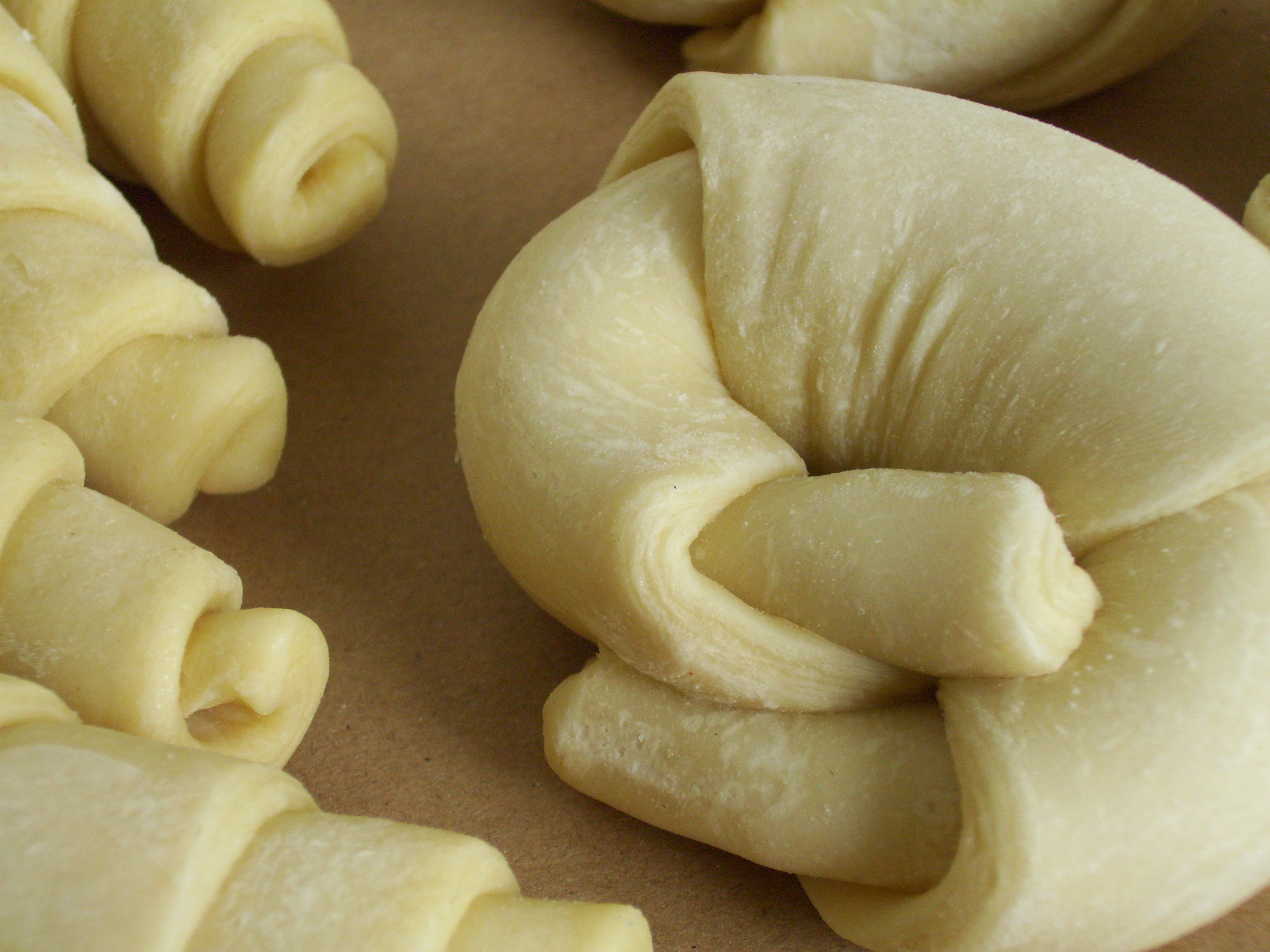
クロワッサンの生生地

その独特のサクサクした食感は、生地を伸ばしてバターを均一にはさんで折りたたみ、それをまた伸ばしては折りたたむことで、生地とバターがそれぞれ多重に薄い層をなし、それを焼き上げることで生み出される。チョコレートやアーモンドを焼き上げる前に練りこむこともあり、チョコレートを包んだクロワッサンはパン・オ・ショコラ (pain au chocolat) と呼ばれる（形状は若干異なり、四角く包んだ形が一般的である）。プロセスチーズやウィンナーソーセージなどを包んで焼き上げられることもある。

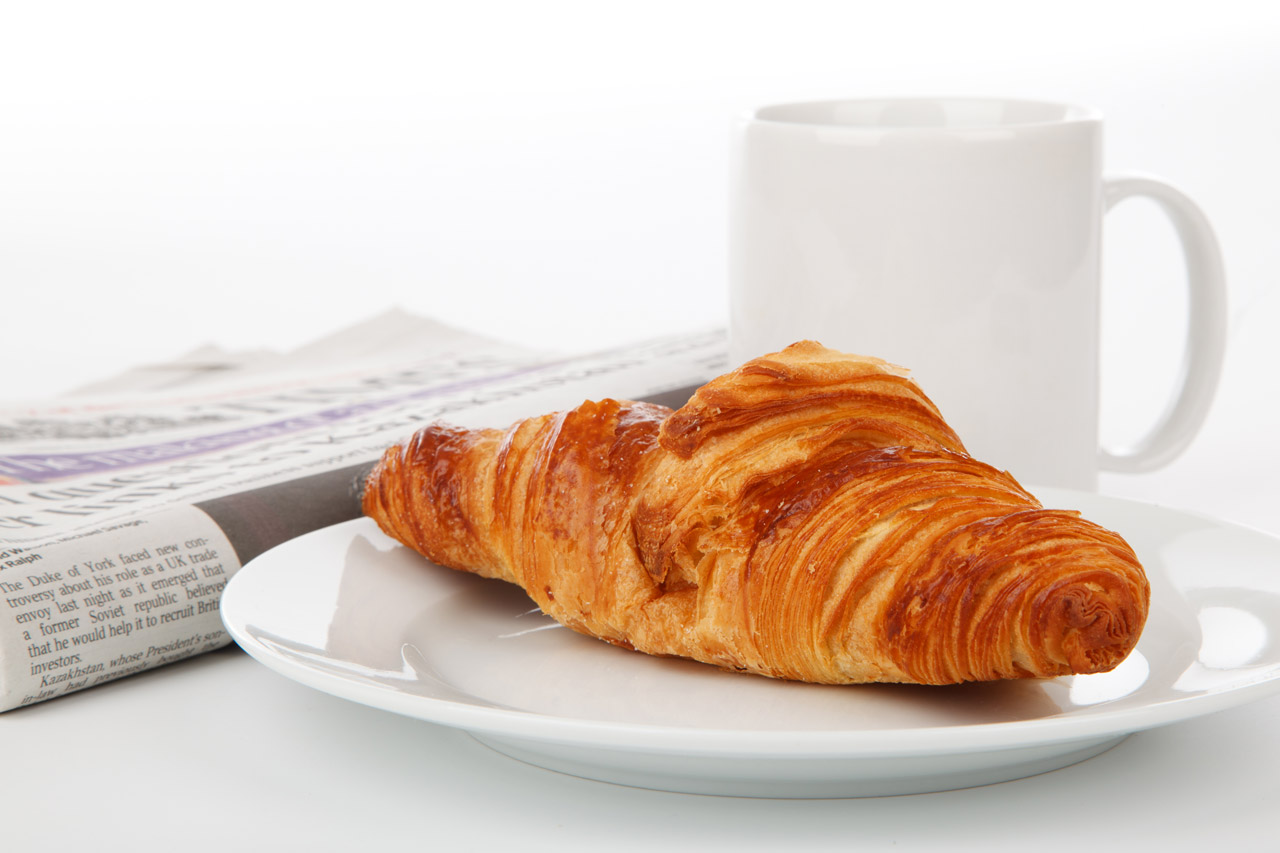
朝食プレートとクロワッサン

そのまま食べることが多いが、切り込みを入れてサンドイッチにも使用される。主には朝食あるいは間食用のパンであり、特にフランスでは朝食にはブル（ボウル）と呼ばれる大き目のお椀でカフェオレを飲みながらクロワッサンをそれに浸してふやかしつつ食べるのが一般的である。
日本で販売されているクロワッサンには甘い物が多数見られるが、これはフランスでは伝統的には見られないアレンジである。とはいえ現在ではフランスおよびイタリアやドイツなど近隣諸国でもクリーム入りのものが多く見られる。
フランスで作られるクロワッサンには、菱形のものと三日月形のものがある。どちらの形状にするかは、使用している油脂で習慣的に決まっており、前者はバター、後者はマーガリンである。菱形のものは「クロワッサン・オ・ブール croissant au beurre（バターのクロワッサン）」と呼ばれる。フランスでは伝統的なパン屋でも三日月形と菱形を並べて売っているが、カフェなどで朝食用に置かれているものは菱形が多い。
独特の食感を出すには生地の出来が重要で、うまく作るのにはある程度のコツと手間がかかる。そのため、これを省きながらも家庭で焼きたてのものが食べられるように、冷凍の生地が販売されている。また、ベーカリーやレストラン向けの業務用のものがある。
生地の生成に手間がかかるため、かつては高級パンの代名詞であったが、現代では機械で成形することが可能になり価格が大きく低下、一般家庭でも親しまれるパンとなった。

## 歴史
1683年にトルコ軍の包囲を打ち破ったウィーンで、トルコの国旗の三日月になぞらえたパン、クロワッサンを焼き上げたという伝承がある（村上信夫の『おそうざいフランス料理』にも書かれている）が、これは事実に反する。
Oxford Companion to Foodの編集者だったアラン・デイヴィッドソンによると、20世紀初頭のフランスの料理本にクロワッサンの調理法が現れたが、それ以前のレシピは一切発見されていないという。前記の伝承が広まったのは1938年にLarousse Gastronomiqueの初版本を出版したアルフレッド・ゴットシャルクによるところが大きいという。この本の中ではこの伝承に加え、1686年にオーストリア・ハプスブルク家がブダペストをトルコ軍から奪回した際に作られた、という伝承を紹介している。
カプチーノの語源についても同じような伝承があり、マリー・アントワネットがオーストリアから嫁いだ時に、その製法がフランスに伝えられたという逸話がある（カプチーノの語源は正しくはイタリアのカプチン修道会の制服の色に基づく）。その頃ヨーロッパ中で最も権力のあったハプスブルク家のオーストリア宮廷では、全ての分野でヨーロッパ最高の職人を雇っていた。パン職人は、その頃最も評判の良かったデンマークのパン職人が担当していた。マリー・アントワネットがフランスに嫁いだ時、デンマークのパン職人も同行し、デニッシュ・ペストリーの生地で作ったのが最初のクロワッサンだとされている。